# ジャン＝シャルル・ロシュー
ジャン＝シャルル・ロシュー（Jean-Charles Rochoux, 1973年 - ）は、フランスのショコラティエ。

## 略歴
1973年フランス・リシュリュー生まれ。パリ15区『ラ・プティット・ショコラティエール　La Petite Chocolatière』、レストラン『ギー・サヴォワGuy Savoy』を経て『ミシェル・ショーダン　Michel Chaudin』で10年間で腕を磨く。2004年独立。パリ6区にショコラトリー『ジャン＝シャルル・ロシュー　Jean-Charles ROCHOUX』を構える。伝統的な技術と革新的なセンスを兼ね備えることで知られる。チョコレートによる塑像の腕は師匠のミシェル・ショーダンゆずり。テット・ド・モワンヌのチーズからアイデアをショコラに持ってきたチョコレート削り器「カルセール」は世界初のアイデアとして認められている。